# 蕭煌奇
蕭煌奇（1976年9月22日—），台灣創作歌手和柔道運動員。先天視障，1995年起擔任全視障樂團全方位樂團團長、主唱、薩克斯風手，亦會演奏吉他和爵士鼓，經常受邀至世界各地演出。1999年，萧煌奇获得了台灣十大傑出青年。2016年，蕭煌奇在台北小巨蛋舉辦了神秘世界演唱會，成為史上首位攻蛋的盲人歌手。2018年破紀錄的拿下第4座金曲最佳台語男歌手獎。

## 生平
蕭煌奇1976年出生於臺北縣板橋市（今新北市板橋區），而後就讀臺北市立啟明學校畢業。
蕭煌奇罹患先天性白内障，4歲時經過手術後保有薄弱的視力。小時候的蕭煌奇非常喜歡玩電動，令他對體育類遊戲特別拿手，即使現在也能憑聲音玩 Wii Sports裡的棒球和保齡球遊戲、任天堂Switch裡的網球，而且分數也相當可觀。15歲那年（1991年），因為長時間打電玩而罹患青光眼，造成视神经萎缩，因此再度失明。他形容：「別人睜開眼看到的是全世界；我只看得到整片的白，就算睡著了，眼前還是一片白。」
蕭煌奇擁有柔道黑帶兩段，曾在1994年代表台灣出戰北京身障亞運，得到銅牌；1996年，在亞特蘭大帕拉林匹克運動會會得到第七名，但阿嬤卻在當時離世，讓他有感寫下《阿嬤的話》。蕭煌奇也是有按摩執照的按摩師，曾與人合夥開按摩店，聘請很多視障按摩師，希望讓他們也有就業機會。
蕭煌奇在2002年12月推出第一张创作专辑《你是我的眼》，2004年12月推出第二张创作专辑《黑色吉他》，這兩張專輯，他包办大部分的词曲创作，也是台灣少數在國台語歌曲中皆成功的創作型歌手。其國語歌曲〈你是我的眼〉在2007年5月被林宥嘉在第一屆《超級星光大道》翻唱，奪下25分滿分，更讓原唱蕭煌奇爆紅。蕭煌奇至今仍非常感謝林宥嘉：「真的很誇張，自從宥嘉唱了這首歌，而且拿下高分後，不斷有活動邀約找上門，希望能請到原唱表演。每周都無法休息地跑活動，有時一天還連跑二、三場」，這個翻唱讓他的音樂創作被更多人看見和傳唱，也讓他有更充裕的資源擴充團隊。
而台語歌曲《阿嬤的話》在2007年8月被賴銘偉在第二屆《超級星光大道》翻唱，引起廣泛討論，之後歌曲更是風靡全台。因為小時候學聲樂時候有學意大利語，所以可以演唱三大男高音名曲。
2015年，蕭煌奇參加《我是歌手》，成為最後一位補位歌手。
2025年，蕭煌奇在雙北世界壯年運動會奪下柔道金牌。

## 音樂作品

### 全方位樂團時期

#### 正規專輯
| 發行日期   | 專輯名稱   | 專輯型態      | 語言      | 曲目 |
| 2000年11月 | 愛你一世人 | 第1張國語專輯 | 國語/台語 | 1. 愛你一世人 2. 青春 3. 我思念你你甘知 4. 中秋月圓時 5. 酷酷的溫柔 6. 坦白 7. 想念你、思念你 8. 風雨未了情 9. 黃昏的故鄉 |

#### 合輯
| 發行日期  | 專輯名稱 | 語言 | 曲目        |
| 1999年3月 | 哀國歌曲 | 國語 | 1. 給我一槍 |

### 個人時期

#### 華語專輯
| 發行日期   | 專輯名稱   | 曲目 |
| 2002年12月 | 你是我的眼 | 1. 你是我的眼 2. 逆風 3. 偶然的那一天 4. 天使蝴蝶 5. 摔出一個夢 6. 是我不要你的愛 7. 萬歲爺 8. 提燈籠的那一天 9. 為什麼我哪會愛著你 10. 小ㄚ頭                                                                 |
| 2006年9月  | 我們的故事 | 1. 紅色太陽 2. 鞦韆 3. 他的風箏 4. 不滿足 5. 親愛狗朋友 6. 村裡的姑娘 7. 相信我是真的 8. 不要你再為我 9. 三十二封信 10. Yes you will 11. 青春 12. 逆風飛翔 13. 你是我的眼                                      |
| 2008年12月 | 我是蕭煌奇 | 1. 點點點 2. 左邊右邊 3. 我是你的消防局 4. 春花夢露 5. 共鳴 (feat. 楊培安) 6. 其實我也不知道 7. 眷戀 8. 秋天的思念 9. 美麗天堂 10. 幸福快樂到永遠 11. 木樨花在等待 12. 幸福的氣味                              |
| 2011年1月  | 孤獨的和弦 | 1. 另眼相看 2. 好運的男人 3. 只能勇敢 4. 大富翁 5. 不傷人 6. 嗨早安，用早餐 7. Somebody 8. 孤獨的和弦 9. 末班車 10. 旅途愉快                                                                                   |
| 2013年1月  | 好好先生   | 1. 過我的生活 2. 好好先生 3. 不唱驪歌 4. 誰說你可以 5. 無邊際的愛你 6. 蓮子心 7. 慢慢走 8. 漸行漸遠 9. 男人有淚 10. 簡單的快樂                                                                                 |
| 2016年4月  | 神秘世界   | 1. 神秘河流 2. 想太多 3. 停了的鐘 4. 死心了沒有 5. 偷走 6. 新世界 7. 你準備要活 8. 你的海洋 9. 家門口 10. 下個街角 11. 讓                                                                                      |
| 2019年10月 | 候鳥       | 1. 英雄小說 2. 迷宮 3. 對愛入座 4. 迷路在雲端 (feat. A-Lin) 5. 活該寂寞 6. 城市的光 7. 給親愛的你 8. 天亮就分手 9. 候鳥 10. 暫停時光 11. 一筆勾銷(電視劇《噬罪者》片頭曲) 12. 晚安(電視劇《一千個晚安》片尾曲) |
| 2024年5月  | 沒事的     | 1. Good Show 2. 沒事的 3. 寂寞而已 4. 縫補傷的人 5. 愛我超派 6. 回憶引力 7. 旅伴 8. 我還期待 9. 一直被愛著 10. 手心的蝴蝶                                                                                      |

#### 台語專輯
| 發行日期   | 專輯名稱           | 曲目 |
| 2004年12月 | 黑色吉他           | 1. 天若光 2. 黑色吉他 3. 心情像風箏 4. 夢中的白雪公主 5. 一定會成功 6. 情亂舞 7. 愛情雨 8. 阿嬤的話 9. 阮家那兩個囝仔 10. 阿美仔 11. 走自己的路                                                          |
| 2007年12月 | 真情歌             | 1. 愛這首歌 2. 甲我跳舞好否 3. 唱歌乎恁聽 4. 國民學校 5. 好啦好啦 6. 袂做憨人 7. 你在叨位 8. 想要飛上天 9. 返來恁身邊 10. 板橋純情曲 11. 阿嬤的話 12. 愛你一世人 13. 小姐免歹勢                          |
| 2009年12月 | 愛作夢的人         | 1. 愛作夢的人 2. 黑色比基尼 3. 心裡有針 4. 台灣味 5. 拖 6. 囝仔伴 7. 愛情卒仔 8. 阿母的情歌 9. 斷線的吉他 10. 圍爐                                                                                       |
| 2011年12月 | 思念會驚           | 1. 愛你的人 2. 美麗的情歌 (feat. 曾寶儀) 3. 思念會驚 4. 相思海岸 (feat. 舞思愛) 5. 出運啦 6. 你置佗 7. 阿爸的虱目魚 8. 情路無尾巷 9. 幸福在叫我 10. 疼惜                                                 |
| 2014年5月  | 上水的花           | 1. 感謝你愛我 2. 上水的花 3. 月光海岸 4. 阿公的舊皮衫 5. 銀角仔 6. 感情無地換 7. 無人熟識的彼個人 8. 想要愛的人 9. 愛的新舞步 10. 命運點歌 11. 飲水思源                                                  |
| 2017年11月 | 人生 我敬你一杯    | 1. 有你陪伴 2. 無聲的約束 3. 心愛冤人 4. 咱結婚好嗎? (feat. 安心亞) 5. 最美的路 6. 愛就不免驚 7. 紅葉 8. 我是香蕉 9. 人生 我敬你一杯 10. 卡大聲咧 11. 爸仔囝                                             |
| 2021年4月  | 舞台               | 1. 舞台 (feat. 潘麗麗、黃昺翔) 2. 倔強的孤單 3. 我愛的就是你 4. 為愛做戇人 5. 寫一條歌，寫你我爾爾 (feat. 茄子蛋) 6. Darling來跳舞 7. 虛華 8. 朋友你現在好否 9. 可愛的人心愛的人 10. 送予你的歌 11. 攪擾 |
| 2025年8月  | 做一個惜情軟心的人 | 1. 你攏無咧看 2. 做一個惜情軟心的人 3. 輝煌旅行社 (feat. 李炳輝) |

#### 翻唱專輯
| 發行日期  | 專輯名稱   | 專輯型態   | 語言       | 曲目 |
| 2022年5月 | 說故事的歌 | 創作自選輯 | 國語、台語 | 1. 說故事的歌(新歌) 2. 愛不解釋(原唱:張杰) 3. 查某囡仔(原唱:李千那) 4. 撤(原唱:李佳薇) 5. 內傷(原唱:林健輝) 6. 默默(原唱:品冠) 7. 不愛最大(原唱:黃小琥) 8. 像個男人(原唱:鍾鎮濤) 9. 慢冷(原唱:梁靜茹) 10. 沒那麼簡單(原唱:黃小琥) |

#### EP
| 發行日期   | 專輯名稱         | 語言      | 曲目                                                 |
| 2002年7月  | 我看見音符的顏色 | 國語+台語 | 1. 我記得 2. 記得我細漢 3. 走自己的路                |
| 2009年12月 | 二十歲前的三個夢 | 國語+台語 | 1. Talking 2. 中秋月圓時 3. 風雨未了情 4. 酷酷的溫暖 |

#### 實況專輯
| 發行日期  | 專輯名稱       | 語言                | 曲目 |
| 2001年5月 | 走在夢想的路上 | 國語/台語/英語/客語 | 1. There is a Way 2. 我思念你你甘知 3. 想念你思念你 4. 夢中的白雪公主 5. 火焰蟲 6. 風雨未了情 7. 記得我細漢 8. 阿樹哥個雜貨店 9. 愛你一世人 10. 偶然的那一天 |

#### 合輯
| 發行日期  | 歌手   | 專輯名稱                 | 語言      | 曲目                                    |
| 2002年    | 蕭煌奇 | 佛教青年的歌聲           | 國語/宗教 | 1. 01.佛教青年的歌聲                    |
| 2004年2月 | 蕭煌奇 | 身心自在─點一盞心燈      | 國語/宗教 | 1. 02.楊柳觀音                          |
| 2005年8月 | 蕭煌奇 | 人間音緣1─最美的世界     | 國語/宗教 | 1. 05.愛就是惜 2. 08.流轉               |
| 2005年8月 | 蕭煌奇 | 人間音緣2─讓我們開始幸福 | 國語/宗教 | 1. 02.一半一半 2. 08.向觀世音菩薩祈願曲 |
| 2007年1月 | 蕭煌奇 | 清境心語-韋陀尊天菩薩    | 國語/宗教 | 1. 01.韋陀尊天菩薩                      |

#### 合唱單曲
| 發行日期   | 歌手            | 專輯名稱                                   | 語言 | 曲目                                                                                               |
| 2006年11月 | 蕭煌奇+胡藝芬   | 清境心語-普賢菩薩                          | 國語 | 1. 普賢菩薩                                                                                        |
| 2007年1月  | 詹雅雯          | 是你對不起我                               | 台語 | 1. 濁水溪之戀                                                                                      |
| 2008年1月  | 蕭煌奇+眼球先生 | 你是我的眼                                 | 國語 | 1. 你是我的眼(感動對唱版)                                                                          |
| 2008年2月  | 楊培安          | 楊培安III                                  | 國語 | 1. 你一直都在（楊培安+蕭煌奇）                                                                     |
| 2008年6月  | 楊培安          | 10000 Thanks...Live And More               | 實況 | 1. 風中的羽翼（楊培安+蕭煌奇） 2. Careless Whisper（楊培安+蕭煌奇） 3. 一樣的月光（楊培安+蕭煌奇） |
| 2010年1月  | 眼球先生        | 這個世界                                   | 國語 | 1. 你是我的眼(Eye Love You公益單曲)                                                                |
| 2010年9月  | 戴佩妮          | 野薔薇                                     | 實況 | 1. 你是我的眼                                                                                      |
| 2010年9月  | 朱萬花          | 夢的言色 - 萬花唱馨情                      | 台語 | 1. 真情的所在                                                                                      |
| 2010年12月 | 李嘉            | 戀愛路100號                                | 台語 | 1. 愛情的負擔 (合唱版)                                                                             |
| 2012年12月 | 張信哲          | 空出來的時間                               | 國語 | 1. 換房間                                                                                          |
| 2015年1月  | 任家萱          | 3.1415                                     | 台語 | 1. 一人水一項                                                                                      |
| 2017年2月  | 鄭秀文          | Touch Mi 2                                 | 實況 | 1. 沒那麼簡單                                                                                      |
| 2018年5月  | 梁文音          | 副駕駛座的風景                             | 國語 | 1. 和平分手                                                                                        |
| 2019年6月  | 羅大佑          | 叫做你也叫做我 Legacy Taipei LIVE 實況精華 | 實況 | 1. 故鄉                                                                                            |
| 2019年12月 | 李婭莎          | 毒糖仔                                     | 台語 | 1. 佮你牽手                                                                                        |
| 2022年12月 | 康康            | 百味人生                                   | 台語 | 1. 做伙唱歌                                                                                        |
| 2024年12月 | 周思潔          | 人生就是學                                 | 國語 | 1. 侃侃而談                                                                                        |
| 2025年5月  | 琳誼            | 名偵探琳誼                                 | 台語 | 1. 帶你去逛街                                                                                      |

#### 公益單曲
| 發行日期   | 歌手 | 活動名稱                  | 語言 | 曲目                |
| 2012年12月 | 蕭煌奇+黃小琥+楊培安+F.I.R. | 愛永遠                    | 國語 | 1. 愛永遠           |
| 2018年4月  | 彭佳慧+蕭煌奇+范逸臣+林義傑+江宏傑 | 「守護不孤單-聽見照顧者」 | 國語 | 1. 愛不孤單         |
| 2019年8月  | 徐佳瑩、艾怡良、彭佳慧、楊乃文、蕭煌奇、伍思凱、黃子佼、陶晶瑩、光良、MATZKA、 魏如萱、柯智棠、HUSH、A-Lin、萬芳、江美琪、紀曉君、戴愛玲、桑布伊 | 第二屆「愛之日常」音樂節  | 國語 | 1. 現在開始做朋友   |
| 2022年10月 | 蕭煌奇 | 改變的奇蹟點亮AED公益大使 | 國語 | 1. 改變的奇蹟       |
| 2023年1月  | 蕭煌奇、黃昺翔、李吳兄弟、吉巴奈、方麗庭、楊玉凡                                                                                                 | 新年歌曲                  | 國語 | 1. 新年快樂好厲high |

#### 獨唱單曲
| 發行日期   | 曲目             | 備註                           |
| 2015年7月  | 風中情緣         | 電影《風中家族》主題曲)        |
| 2017年12月 | 左手天才右手瘋子 | 電影《心理罪之城市之光》推廣曲 |
| 2019年6月  | 愛的代價         | 電視劇《帶著爸爸去留學》片尾曲 |
| 2022年2月  | 改變的奇蹟       | 鈦澤集團主題曲                 |
| 2023年9月  | 無悔餘年         | 手機遊戲《慶餘年》中文主題曲   |

## 戲劇作品

### 電視劇
| 年份 | 導演   | 名稱                            | 飾演     | 合作演員                     | 播出頻道   |
| 2011 | 周遊   | 你是我的眼                      |          | 田中千繪、潘慧如、下村昌史   | 中視       |
| 2014 |        | 瘋神無雙歌舞團短劇單元-世界末日 | NASA局長 | 許效舜、陽帆、解婕翎         | 衛視中文台 |
| 2023 | 高炳權 | 接招吧！製作人                  |          | 楊祐寧、9m88、馬念先、陳昊森 |            |

### 電影配音
| 年份 | 導演   | 名稱                 | 飾演   | 合作演員               |
| 2015 | 黃強華 | 奇人密碼－古羅布之謎 | 安羅伽 | 黃文擇、黃麗玲、夏治世 |

### 電影
| 年份 | 名稱               | 飾演 | 導演   | 合作演員                                                 |
| 2012 | 西門町             | 歌手 | 王瑋   | 黃秋生、郭品超、安心亞、曹西平、北村豐晴                 |
| 2025 | 突破：三千米的泳氣 |      | 安景鴻 | 李㼈、李紫嫣、范逸臣、翁家明、米可白、言承旭、春風、太保 |

### 短片
| 年份 | 名稱                   | 飾演       | 製作團隊 | 合作演員 |
| 2022 | 房東阿姨之遺失的黑皮鞋 | 蕭先生     |          | 阿翰     |
| 2022 | 入戲太深的經典語錄     | 電視劇觀眾 | 這群人   |          |

### 舞台劇
| 年份 | 名稱     | 飾演       | 導演   | 合作演員                                               |
| 2019 | 遇見自己 | 盲人音樂家 | 丁乃箏 | 王鏡冠、李辰翔、楊迦恩、張林峯、賴佩瑩、周宇柔、楊蕙瑄 |

## 主持節目
| 年份                       | 名稱                                     | 播出頻道             | 備註 |
| 2004年                     | 眼裡的世界                               | 台北之音             | 廣播節目 |
| 2010年                     | 超級星光大道6                            | 中視主頻、中天娛樂台 | 評審 |
| 2010年                     | 超級星光大道：星光傳奇賽                 | 中視主頻、中天娛樂台 | 評審 |
| 2010年 2011年              | 超級星光大道7                            | 中視主頻、中天娛樂台 | 評審 |
| 2013年                     | 華人星光大道3                            | 中視主頻、中天娛樂台 | 評審 |
| 2016年 2017年              | 最美的歌                                 | 八大電視             | 與方宥心共同主持                                                                                                   |
| 2017年 7/1~10/1            | 《台灣紅歌序曲》(3集) 《台灣紅歌》(13集) | 八大電視             | 與方宥心共同主持 《台灣紅歌》有拿到行政院新聞局綜藝節目補助，有集數限制，因此將前面錄製的前3集改為「台灣紅歌序曲」 |
| 2020年                     | 《上奅台灣歌》                           | 華視主頻、公視台語台 | 與黃路梓茵共同主持                                                                                                 |
| 2022年5月8日～2022年8月7日 | 《上奅台灣歌2.0》                        | 華視主頻、公視台語台 | 與浩子、曹雅雯共同主持                                                                                             |

## 書籍
- 2002年：出版口述自傳《我看見音符的顏色》（皇冠文化集團出版）

## 演唱會

### 個人演唱會
| 日期           | 名稱                | 國家／地區 | 城市   | 場館                                                            | 嘉賓               | 備註              |
| -------------- | ------------------- | ---------- | ------ | --------------------------------------------------------------- | ------------------ | ----------------- |
| 2010年9月4日   | 【愛作夢的人】      | 臺灣       | 台北   | 台北國際會議中心                                                |                    |                   |
| 2012年2月25日  | 【思念會驚】        | 臺灣       | 台北   | Legacy 台北                                                     |                    |                   |
| 2012年3月3日   | 【思念會驚】        | 臺灣       | 高雄   | 駁二藝術特區                                                    |                    |                   |
| 2012年8月3日   | 【幸福在叫我】      | 臺灣       | 台北   | 台北國際會議中心                                                |                    | 出道10年          |
| 2012年8月4日   | 【幸福在叫我】      | 臺灣       | 台北   | 台北國際會議中心                                                |                    | 出道10年          |
| 2012年8月25日  | 【幸福在叫我】      | 臺灣       | 台中   | 台中市中興大學惠蓀堂                                            |                    | 出道10年          |
| 2013年3月9日   | 【好好先生】        | 臺灣       | 台北   | Legacy 台北                                                     |                    |                   |
| 2014年6月21日  | 【過我的生活】      | 臺灣       | 彰化   | 員林演藝廳                                                      |                    |                   |
| 2014年7月26日  | 【過我的生活】      | 臺灣       | 高雄   | 文化中心至德堂                                                  | 黃小琥             |                   |
| 2014年8月15日  | 【過我的生活】      | 臺灣       | 新北   | 新莊文化藝術中心演藝廳                                          |                    |                   |
| 2014年8月16日  | 【過我的生活】      | 臺灣       | 新北   | 新莊文化藝術中心演藝廳                                          |                    |                   |
| 2014年11月28日 | 【感謝你愛我】      | 臺灣       | 台中   | Legacy 台中                                                     |                    |                   |
| 2015年11月13日 | 【好好先生】        | 香港       | 香港   | 九龍灣國際展貿中心STAR HALL                                     |                    |                   |
| 2016年4月16日  | 【Voice Up 讚聲】   | 臺灣       | 台北   | Legacy 台北                                                     |                    |                   |
| 2016年10月29日 | 【神秘世界】        | 臺灣       | 台北   | 台北小巨蛋                                                      |                    | 首度攻蛋          |
| 2017年12月17日 | 【人生我敬你一杯】  | 臺灣       | 台北   | 河岸留言西門紅樓展演館                                          |                    | 出道15年          |
| 2017年12月23日 | 【人生我敬你一杯】  | 臺灣       | 台中   | TADA方舟音樂藝文展演空間                                        |                    | 出道15年          |
| 2017年12月26日 | 【人生我敬你一杯】  | 臺灣       | 高雄   | 藍色狂想BLUE FANTACY                                            |                    | 出道15年          |
| 2018年5月5日   | 【Voice Up 讚聲】   | 臺灣       | 台北   | Legacy 台北                                                     | 邵雨薇             |                   |
| 2019年11月30日 | 【人生劇場放映中】  | 臺灣       | 台北   | 台北小巨蛋                                                      | 李千那             |                   |
| 2021年4月3日   | 【舞台】            | 臺灣       | 台北   | Legacy 台北                                                     | 朱萬花、黃昺翔     | 【Voice Up 讚聲】 |
| 2021年4月17日  | 【舞台】            | 臺灣       | 台中   | Legacy 台中                                                     | 朱萬花、黃昺翔     |                   |
| 2021年4月24日  | 【舞台】            | 臺灣       | 高雄   | 高雄 LIVE WAREHOUSE                                             | 朱萬花、黃昺翔     |                   |
| 2022年12月24日 | 【朋友你現在好嗎?】 | 臺灣       | 台北   | 台北國際會議中心                                                | 全方位樂團         | 出道20年          |
| 2022年12月25日 | 【朋友你現在好嗎?】 | 臺灣       | 台北   | 台北國際會議中心                                                | LULU、全方位樂團   | 出道20年          |
| 2024年5月12日  | 【Good Show】       | 臺灣       | 台北   | Legacy 台北                                                     |                    | 【Voice Up 讚聲】 |
| 2024年6月15日  | 【朋友你現在好嗎?】 | 臺灣       | 高雄   | 高雄流行音樂中心                                                | 黃小琥、全方位樂團 | 出道20年          |
| 2024年11月16日 | 【Good Show】       | 臺灣       | 台南   | 十鼓文創園區                                                    | 謝金晶             |                   |
| 2024年11月17日 | 【Good Show】       | 臺灣       | 台南   | 十鼓文創園區                                                    | 謝金晶             |                   |
| 2025年5月31日  | 【朋友你現在好嗎?】 | 臺灣       | 台北   | 台北流行音樂中心                                                | 羅時豐、全方位樂團 | 台北最終站        |
| 2025年8月9日   | 【你是我的眼】      | 美国       | 洛杉磯 | Yaamava Resort & Casino at San Manuel（高山賭場渡假村）豪華劇院 | 萬芳               |                   |

### 公益演唱會
| 日期          | 名稱                   | 國家／地區 | 城市 | 場館                | 嘉賓       | 備註           |
| ------------- | ---------------------- | ---------- | ---- | ------------------- | ---------- | -------------- |
| 2017年9月22日 | 【就愛在一起】         | 臺灣       | 台北 | ATT SHOW BOX        |            | 慶生公益演唱會 |
| 2018年9月22日 | 【有你陪伴】           | 臺灣       | 台北 | Legacy 台北         | 有感覺樂團 | 慶生公益演唱會 |
| 2020年9月20日 | 【對愛入座】           | 臺灣       | 台北 | 信義劇場 Legacy Max | 安心亞     | 慶生公益演唱會 |
| 2023年9月16日 | 【天生我奇必有用】     | 臺灣       | 台北 | 台北市立啟明學校    |            | 慶生公益演唱會 |
| 2023年9月17日 | 【天生我奇必有用】     | 臺灣       | 台北 | 台北市立啟明學校    |            | 慶生公益演唱會 |
| 2024年9月22日 | 【18啦 forever】       | 臺灣       | 台北 | Legacy TERA         |            | 慶生公益演唱會 |
| 2025年9月21日 | 【做一個惜情軟心的人】 | 臺灣       | 台北 | Legacy TERA         |            | 慶生公益演唱會 |

### 群星演唱會
| 日期          | 名稱                            | 國家／地區 | 城市     | 場館                 | 嘉賓 | 備註 |
| ------------- | ------------------------------- | ---------- | -------- | -------------------- | ---- | ---- |
| 2008年5月2日  | 【蕭煌奇＆楊培安】              | 臺灣       | 高雄     | 文化中心至德堂       |      |      |
| 2008年5月10日 | 【蕭煌奇＆楊培安】              | 臺灣       | 台中     | 台中市中興大學惠蓀堂 |      |      |
| 2008年5月17日 | 【蕭煌奇＆楊培安】              | 臺灣       | 台北     | 台北國際會議中心     |      |      |
| 2012年9月22日 | 黃小琥 x 蕭煌奇【True Voice】   | 香港       | 香港     | 香港體育館           |      |      |
| 2013年5月18日 | 黄小琥 x 蕭煌奇【沒那麼簡單】   | 澳門       | 澳門     | 金光綜藝館           |      |      |
| 2022年9月3日  | 李佳薇 x 蕭煌奇【說故事的歌手】 | 马来西亚   | 馬來西亞 | 雲頂雲星劇場         |      |      |

## 獎項紀錄
| 年份 | 屆次         | 專輯               | 獎項               | 入圍               | 結果 |
| ---- | ------------ | ------------------ | ------------------ | ------------------ | ---- |
| 2003 | 第14屆金曲獎 | 《你是我的眼》     | 最佳作詞人獎       | 〈你是我的眼〉     | 提名 |
| 2003 | 第14屆金曲獎 | 《你是我的眼》     | 最佳國語男演唱人獎 | 〈你是我的眼〉     | 提名 |
| 2005 | 第16屆金曲獎 | 《黑色吉他》       | 最佳台語專輯獎     | 《黑色吉他》       | 提名 |
| 2005 | 第16屆金曲獎 | 《黑色吉他》       | 最佳台語男演唱人獎 | 《黑色吉他》       | 提名 |
| 2008 | 第19屆金曲獎 | 《真情歌》         | 最佳台語專輯獎     | 《真情歌》         | 獲獎 |
| 2008 | 第19屆金曲獎 | 《真情歌》         | 最佳作曲人獎       | 〈愛這首歌〉       | 提名 |
| 2008 | 第19屆金曲獎 | 《真情歌》         | 最佳台語男歌手獎   | 《真情歌》         | 獲獎 |
| 2009 | 第20屆金曲獎 | 《我是蕭煌奇》     | 最佳國語男歌手獎   | 《我是蕭煌奇》     | 提名 |
| 2010 | 第21屆金曲獎 | 《愛作夢的人》     | 最佳台語專輯獎     | 《愛作夢的人》     | 提名 |
| 2010 | 第21屆金曲獎 | 《愛作夢的人》     | 最佳專輯製作人獎   | 《愛作夢的人》     | 提名 |
| 2010 | 第21屆金曲獎 | 《愛作夢的人》     | 最佳台語男歌手獎   | 《愛作夢的人》     | 獲獎 |
| 2012 | 第23屆金曲獎 | 《思念會驚》       | 最佳台語專輯獎     | 《思念會驚》       | 獲獎 |
| 2012 | 第23屆金曲獎 | 《思念會驚》       | 最佳台語男歌手獎   | 《思念會驚》       | 提名 |
| 2015 | 第26屆金曲獎 | 《上水的花》       | 最佳台語專輯獎     | 《上水的花》       | 獲獎 |
| 2015 | 第26屆金曲獎 | 《上水的花》       | 最佳台語男歌手獎   | 《上水的花》       | 獲獎 |
| 2018 | 第29屆金曲獎 | 《人生我敬你一杯》 | 年度專輯獎         | 《人生我敬你一杯》 | 提名 |
| 2018 | 第29屆金曲獎 | 《人生我敬你一杯》 | 最佳台語專輯獎     | 《人生我敬你一杯》 | 提名 |
| 2018 | 第29屆金曲獎 | 《人生我敬你一杯》 | 最佳台語男歌手獎   | 《人生我敬你一杯》 | 獲獎 |
| 2022 | 第33屆金曲獎 | 《舞台》           | 最佳台語男歌手獎   | 《舞台》           | 提名 |
| 2025 | 第36屆金曲獎 | 《沒事的》         | 最佳華語男歌手獎   | 《沒事的》         | 提名 |

### 其他獎項
- 1991年
  - 第八屆殘障人金鼎獎歌唱比賽 - 第一名
- 1992年
  - 第八屆殘障人金鼎獎歌唱比賽 - 優勝
- 1994年
  - 國際殘障才藝競賽歌唱組 - 第一名
  - 視障者金獅獎歌唱比賽 - 第一名
- 1996年
  - 全國殘障青年音樂家選拔 - 第二名
  - 1996年美國亞特蘭大殘奧會 - 柔道項目第7名。但他的阿嬤在他回台灣前過世，後來寫了 《阿嬤的話》[9]。
- 1997年
  - 全國殘障青年音樂家甄選 - 西樂組第二名
- 1998年
  - 第一屆全國身心障礙者文藝獎 - 詞曲創作組第一名
  - 第六屆視障音樂比賽 - 聲樂組第一名
- 1999年
  - 第二屆全國身心障礙者文藝獎 - 詞曲創作組第二名
  - 第三十七屆十大傑出青年
- 2000年
  - 第三屆全國身心障礙者文薈獎 - 詞曲創作組第三名
- 2001年
  - 第四屆全國身心障礙者文薈獎 - 詞曲創作組第一名
- 2003年
  - 第五屆全國身心障礙者文薈獎 - 詞曲創作組第一名
- 2025年
  - 雙北世界壯年運動會 - 帕拉柔道男子90公斤組金牌

## 外部連結
- 蕭煌奇的Facebook專頁
- 蕭煌奇的Instagram帳戶
- YouTube上的蕭煌奇頻道
- 蕭煌奇的新浪微博

- 蕭煌奇在香港影庫上的簡介